# Claude Humphrey
Claude B. Humphrey (* 29. Juni 1944 in Memphis, Tennessee; † 3. Dezember 2021) war ein US-amerikanischer American-Football-Spieler auf der Position des Defensive Ends. Er spielte in der National Football League (NFL) für die Atlanta Falcons und die Philadelphia Eagles.

## Frühe Jahre
Humphrey ging in seiner Geburtsstadt Memphis zur High School. Später wechselte er auf die Tennessee State University. 1967 wurde er auf der Position des Defensive Ends in das All-American-Team gewählt.

## NFL
Humphrey wurde im NFL-Draft 1968 in der ersten Runde als dritter Spieler von den Atlanta Falcons ausgewählt. Bei den Falcons wurde Humphrey sechsmal in den Pro Bowl gewählt (1970–1974 und 1977). 1975 setzte Humphrey auf Grund einer Knieverletzung die komplette Saison aus. 1976 erzielte er 15 Sacks in einer Saison, was seinen Karrierebestwert darstellt. 1979 wechselte er zu den Philadelphia Eagles, mit denen er den Super Bowl XV erreichte. Dieser ging jedoch mit 27-10 gegen die Oakland Raiders verloren. Nach der Saison 1981 beendete er seine Karriere. Während seiner gesamten Spielzeit erreichte er inoffiziell 122 Quarterback Sacks. Inoffiziell deshalb, da zu Humphreys Zeit Sacks von der NFL noch nicht offiziell als Statistik ausgewertet wurden, sondern erst 1982, also ein Jahr nach Humphreys Rücktritt.

## Nach der Karriere
2014 wurde Humphrey in die Pro Football Hall of Fame aufgenommen.